# 宮村優
宮村 優（みやむら ゆう）は、日本のゲームシナリオライター、ライトノベル作家。F&Cを経て、現在フリー。

## 作品リスト

### ライトノベル
VA文庫
- だってメープルは甘すぎる!　〜お宇宙の科学と婚約指輪〜　(ISBN 978-4-89490-633-4 2011年11月30日)
- だってメープルは甘すぎる! 〜恋の雪解け、嵐の訪れ〜　(ISBN 978-4-89490-638-9 2012年3月23日)
- だってメープルは甘すぎる! 〜繋がるふたりと、秘密のドレス〜　(ISBN 978-4-89490-612-9 2012年9月28日)

桜ノ杜ぶんこ
- スペランカー　―不死身の勇者と王国の謎―　(ISBN 978-4891992057 2013年10月5日)
- 巡る天使の走馬燈　(ISBN 978-4-89199-211-8 2013年11月5日)

### ジュブナイルポルノ
ぷちぱら文庫
- 銀光の守護騎士イシス　(ISBN 978-4-89490-445-3 2012年4月26日)

### ゲーム
- きゃんきゃんバニープルミエール3
- 俺の彼女がガチ変態すぎる
- 彼女と俺の恋愛日常
- NEW GAME! -THE CHALLENGE STAGE!-
- きゃんきゃんバニー・プルミエール2 Refresh
- わんにゃん☆アラモード! ～どっちにするの? わんにゃんHなカフェ事情!～
- 学園舞闘のフォークロア
- ショタコン寮母さんに可愛がられる素晴らしき日々
- 恋×恋＝∞〜恋する乙女にできること〜
- ガーディアン☆プレイス〜ドエスな妹と3人の嫁〜
- 虹翼のソレイユ－ⅶ's World－
- ずっとつくしてあげるの!
- 紅炎の守護騎士キシャル
- あまかん 〜エッチなラブいちゃ詰めちゃいました〜
- 君がいた季節
- 僕と冴子さんと寝取られメール
- よついろ★パッショナート!
- ヒメと魔人と恋するたましぃ
- Canvas3〜白銀のポートレート〜
- Piaキャロットへようこそ!! G.O
- INNOCENT COLORS
- 木漏れ日の並木道〜移り変わる季節の中で〜
- Canvas2〜茜色のパレット〜
- もれかべ
- ZYKLUS
- 木漏れ日の並木道
- NAKED BLUE
- ゴーゴー・アイ・ランド
- Canvas 〜セピア色のモチーフ〜
- Natural2 〜DUO〜
- トゥインクルレビュー
- PALETTE
- Natural 〜身も心も〜
- AKIKO HARD